# Party Rock
| Críticas profissionais                                                      | Críticas profissionais |
| Avaliações da crítica                                                       | Avaliações da crítica  |
| Fonte                                                                       | Avaliação              |
| --------------------------------------------------------------------------- | ---------------------- |
| Allmusic                                                                    | [ 1 ]                  |
| Blogcritics                                                                 | [ 2 ]                  |
| HipHopSite.Com                                                              | [ 3 ]                  |
| Los Angeles Times                                                           | [ 4 ]                  |
| Planet III                                                                  | 3 de 4 estrelas.       |
| RapReviews                                                                  | [ 5 ]                  |
| Rolling Stone                                                               | [ 6 ]                  |
| Esta tabela precisa de ser acompanhada por texto em prosa. Consulte o guia. |                        |

Party Rock é o primeiro álbum de estúdio do grupo LMFAO, lançado em 27 de julho de 2009 pela Interscope Records. O single de avanço do álbum "I'm in Miami Bitch" foi lançado em 16 de dezembro de 2008. O segundo single "La La La" foi lançado em 8 de setembro de 2009. O terceiro single "Shots" foi lançado em 13 de outubro de 2009. "Yes" foi lançado em 15 de dezembro de 2009.

## Antecedentes
O álbum tem destaque eletrônico características com influências de hip hop, anos 80 synthpop e dança, com letras sobre festas, e haveing um bom momento na vida noturna. A versão EP foi lançado em 01 de julho de 2008 no iTunes. O álbum foi indicado ao 52° Prêmio Grammy de Melhor Álbum Eletrônico/Dance em 2010. Ele foi rastreado e mixado no KMA Music em Manhattan.

## Singles
- "I'm in Miami Bitch" (versão limpa "I'm in Miami Trick") foi lançado como single de avanço do disco, foi divulgada em 16 de dezembro de 2008. Ele chegou a posição de número 86 no Reino Unido de 51 na Billboard Hot 100, 37 no Canadian Hot 100 e de 27 na Austrália. A canção foi usada como tema do reality show Kourtney and Khloé Take Miami. Para a versão de "New York" a música também foi utilizada como tema.
- "La La La" é o segundo single lançado em 8 de setembro de 2009. Ele chegou a posição 55 na Billboard Hot 100, atingiu também a posição 38 no Billboard Pop Songs, 20 posição na Billboard Rap Songs e a 1ª posição na Billboard Hotseekers Songs.
- "Shots", com a participação de Lil Jon foi lançado como terceiro single do álbum em 13 de outubro de 2009. Atingiu a 75ª posição na Austrália, 68ª na Billboard Hot 100, 53ª no Canadian Hot 100 e a 2ª posição no Billboard Hotseekers Songs.
- "Yes" foi lançado com quarto single do álbum em 15 de dezembro de 2009. E chegou a 68ª posição no Canadian Hot 100.

### Singles promocionais
- "Get Crazy" foi lançado como o primeiro single promocional do álbum. A canção é usada como tema do reality show da MTV Jersey Shore, e é destaque no jogo Tap Tap Revenge 3 para iPod e iPhone.

## Faixas
| Edição padrão  |                             |         |  |
| N.º            | Título                      | Duração |  |
| 1.             | "Rock the Beat"             | 0:54    |  |
| 2.             | "I'm in Miami Bitch"        | 3:48    |  |
| 3.             | "Get Crazy"                 | 3:45    |  |
| 4.             | "Lil' Hipster Girl"         | 3:22    |  |
| 5.             | "La La La"                  | 3:30    |  |
| 6.             | "What Happens at the Party" | 5:55    |  |
| 7.             | "Leaving U 4 the Groove"    | 3:32    |  |
| 8.             | "I Don't Wanna Be"          | 3:38    |  |
| 9.             | "Shots" (com Lil Jon)       | 3:40    |  |
| 10.            | "Bounce"                    | 4:03    |  |
| 11.            | "I Shake, I Move"           | 3:04    |  |
| 12.            | "I Am Not a Whore"          | 3:15    |  |
| 13.            | "Yes"                       | 3:02    |  |
| 14.            | "Scream My Name"            | 4:16    |  |
| Duração total: | Duração total:              | 45:52   |  |

| Conteúdo bônus no iTunes |               |         |  |
| N.º                      | Título        | Duração |  |
| 15.                      | "Get On Down" | 3:13    |  |

| Conteúdo bônus no Amazon.com |                   |         |  |
| N.º                          | Título            | Duração |  |
| 15.                          | "A Song About Us" | 5:55    |  |

| Party Rock EP |                      |         |  |
| N.º           | Título               | Duração |  |
| 1.            | "I'm in Miami Bitch" | 3:49    |  |
| 2.            | "Yes"                | 3:06    |  |
| 3.            | "I Am Not a Whore"   | 3:16    |  |
| 4.            | "La La La"           | 3:31    |  |
| 5.            | "I'm in Miami Trick" | 3:51    |  |

## Desempenho
| Tabelas musicais (2009–2011)              | Melhor Posição |
| ----------------------------------------- | -------------- |
| Austrália (Australian Urban Albums Chart) | 12             |
| Estados Unidos (Billboard 200)            | 33             |
| Reino Unido (UK Dance Albums Chart)       | 31             |